# (7117) Claudius
(7117) Claudius ist ein Asteroid des inneren Hauptgürtels, der am 14. Februar 1988 vom deutschen Astronomen Freimut Börngen an der Thüringer Landessternwarte Tautenburg (IAU-Code 033) im Tautenburger Wald in Thüringen entdeckt wurde.
Der Himmelskörper wurde nach dem deutschen Dichter und Journalisten Matthias Claudius (1740–1815) benannt, der als Lyriker mit volksliedhafter, intensiv empfundener Verskunst bekannt wurde.